# Chlorophorus robustior
Chlorophorus robustior är en skalbaggsart som beskrevs av Maurice Pic 1900. Chlorophorus robustior ingår i släktet Chlorophorus och familjen långhorningar. Inga underarter finns listade i Catalogue of Life.